# ギャツァ県
ギャツァ県（ギャツァけん）は中華人民共和国チベット自治区山南市の県の一つ。県政府所在地は安繞鎮。

## 地理
チベット自治区東南部、ヤルンツァンポ川中流に位置し同河川の南北両岸を占める。
その東、北はニンティ市のナン県、コンボギャムダ県に接し、西はサンリ県、チュスム県に、南はルンツェ県に隣接する。山南地区行署所在地の沢当鎮まで160km、自治区の首府ラサ市まで350km離れる。

## 歴史
県名はチベット語で「漢の塩」を意味し、文成公主がここを通った際に一塊の塩が山洞にあり、そこから塩水が流れてきた伝承に由来する。
歴史上でも才人が輩出されており、吐蕃の賢臣禄東賛は唐朝の使いであったがその聡明な知恵で太宗の賞賛を浴び、ソンツェン・ガンポへ文成公主を嫁がせることに成功した。また九世パンチェン・ラマ、五世レティン・リンポチェもギャツァの生まれである。

## 行政区画
2鎮、5郷を管轄：
- 鎮：ギャツァ鎮（加査鎮）、安繞鎮
- 郷：拉綏郷、崔久郷、壩郷、冷達郷、洛林郷

## 経済
この県は農業を主とした農牧兼営で、農業が重要経済支柱である。耕地の総面積は23577.3ムー、牧草地の面積は309,226ムーに達する。野生薬材は主に冬虫夏草、麝香、貝母、当帰、雪蓮、党参、狼毒、一枝蒿そしてベルベリンを採ることのできる小蘖科の植物があり、また絶滅危機にある植物に黄牡丹等がある。野生動物にはアカシカ、クチジロジカ、ユキヒョウ、ツキノワグマ、ウマグマ、カラニジキジ、チベットシロミミキジ、ジャコウジカ、マーモセット、カワウソ、ヒョウ等の種類がある。ヤルンツァンポ川の水域中には拉薩裂腹魚、裸腹重唇魚、双須重唇魚など7魚種が生息する。主な観光地には著名な神湖拉姆拉措、チベット仏教白教祖寺達拉崗布寺、パドマサンババ帰隠の地蓮花生達寺、壩郷原始森林があり、他に瓊果傑、那玉河谷、結羅拉の雪景、布丹拉山雪峰（海抜5088m）、涅爾喀大瀑布、千年核桃樹林など。

## 交通

### 鉄道

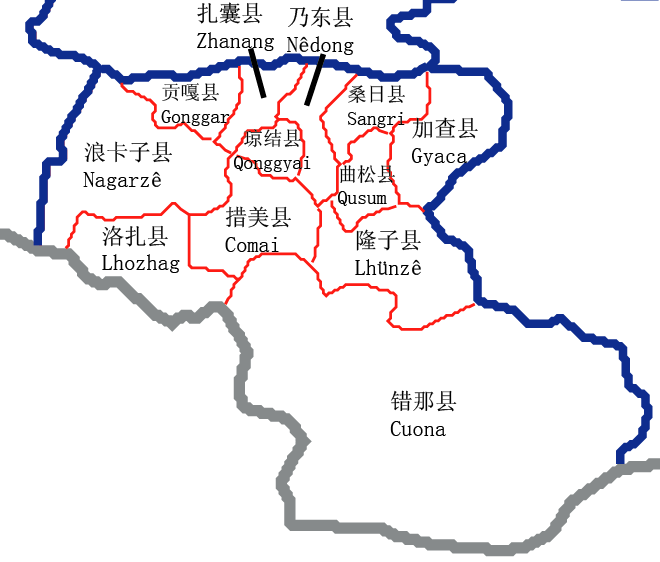
山南地区の行政区画

- 中国国家鉄路集団
  - ラサ・ニンティ鉄道